# THE KIDS (Suchmosのアルバム)
『THE KIDS』（ザ・キッズ）は、日本のロックバンド・Suchmosが2017年1月25日にSPACE SHOWER MUSICから発売した2枚目のオリジナルアルバムである。ホンダ「VEZEL」のCM曲として話題になった「STAY TUNE」や「A.G.I.T.」、「MINT」をはじめとした全11曲が収録された。
アシッド・ジャズ、ソウル、ファンクといったブラック・ミュージックを基調にロック色も強く打ち出した本作は、多方面で称賛を集め、第59回日本レコード大賞「最優秀アルバム賞」を受賞したほか第10回CDショップ大賞でも入賞を果たした。『ミュージックマガジン』の「特集 [決定版] 2010年代の邦楽アルバム・ベスト100」では、第15位に選ばれている。また、本作は大衆的にも成功を収めており、「Billboard Japan Hot Albums」で最高位2位を記録したほか、2017年度年間チャートでは第20位を獲得、累計売上枚数は20万枚を突破している。

## 背景
『THE BAY』から1年6か月ぶりの2枚目のスタジオ・アルバムである。2016年12月10日に神奈川県大磯ロングビーチで開催されたドラインブインシアターで、アルバムの発売が発表された。同日に岡田貴之が撮影したアルバムジャケットと新しいアーティスト写真が公開された。
アルバムには、既にライブで披露されていた「A.G.I.T.」、「TOBACCO」といった新曲やHonda「VEZEL」のコマーシャルソングに起用された「STAY TUNE」、EP「MINT CONDITION」に収録されていた「MINT」を含む11曲が収録されている。初回限定盤には、2016年10月28日に行われたTOUR MINT CONDITION 恵比寿LIQUIDROOM公演の映像を収録したDVDが付属。アルバムのリード曲として「A.G.I.T.」が発売された。
YONCEによれば、これまでも様々なフラストレーションを楽曲制作への原動力にしてきたSuchmosだが、今回アルバムを作るうえであったのは2016年夏に複数参加した邦楽メインの音楽フェスティバルでの出来事だった。ステージに立つ出演者はみんな同じような言葉で客を煽り、客もその指示に従うように同じ動きをして盛り上がっていた。そういった光景を何度も目にし、多様性のなさに違和感を覚えたという。そこで生まれた反発心が、アルバムに反映された。また、インタビュー・カルチャー誌『SWITCH』とのインタビューで、「シティ・ポップと括られる状況へのカウンターであるのかも知れない」という旨の問いに対しては、「たしかにそういった周りからの評価に対するアンサーになっているかも知れない」と認めつつも、「俺らとしては、その時その時自分たちの中でトレンドだった音楽を好き放題に詰め込んだ一枚という感じです。」と答えている。同じインタビューでDJのKCEEは、このアルバムで実験的なことがたくさん出来たと語ったが、それ以上に大きなビジョンでこのアルバムを捉えている。曰くファースト・アルバムがそれまで影響を受けてきた音楽をオリジナルの形で表現できるバンドの真髄が詰まったものならば、セカンド・アルバムは、ライブを重ねて知名度を上げていく中で、改めて気づいた「俺たちは自由になりたくて音楽をやっているんだ」という気分を素直に音にしたものである。各々が好き勝手やってサイケデリックな雰囲気もあるが、ちゃんとポップスとして成立しており、次のサード・アルバムで完成型に到達するはずだと語った。ギターのTAIKINGは、「STAY TUNE」や「MINT」でSuchmosが売れ線に走ったと感じているリスナーは、「THE KIDS」を聴けばそういった考えは吹き飛ぶはずだと述べた。加えて、TAIKINGはアルバムがジャンルの枠組みに全く囚われていないことに言及して「相当変な作品」と自嘲気味に語り、「MINT」の歌詞から引用して「いろんな音楽の中で“徘徊”している」と表現した。

## 音楽性と各楽曲
本アルバムの音楽性はアシッド・ジャズ、ソウル、ファンクを基調としながら、「A.G.I.T.」「SNOOZE」「DUMBO」「INTERLUDE S.G.S.4」「SEAWEED」など全体的にロック色の濃いチューニングを特徴としている。リアルサウンドの森朋之は、和製ジャミロクワイ的な捉え方をされることが多かったSuchmosが、本作によってロック・モードへと完全に移行したと指摘している。
YONCEは本作について、今までになくバンドメンバー6人のルーツに忠実なアルバムになったとコメントしている。

### 楽曲解説
A.G.I.T.
ストリートの殻を破りスタジアムロックを彷彿とされるスケール感を持つ楽曲。
STAY TUNE
都会の酔っ払いへの皮肉が歌われているダンスチューンである。ホンダのCM曲として話題になった。
PINKVIBES
アシッド・ジャズというレッテルを張られて、それを隠れ蓑にもしているSuchmosがちゃんとアシッド・ジャズに取り組んだ曲。ヒップホップ・グループSANABAGUN.の谷本大河に演奏してもらったサックスの音を、ターンテーブルのスクラッチネタに使っている。
TOBACCO
これまでのSuchmosの楽曲の中でも特に挑発的なメッセージが込められている曲。収録曲の中では最も古い曲である。レコーディングはボーカルも含めた一発録りで、10分程度で終了した。コーラスにはNao Kawamuraが参加している。
SNOOZE
ハイトーンボーカルを軸にした楽曲。その一方で楽曲自体はかなりハードで音も金属的である。寝坊がひどく携帯電話のアラームのスヌーズが大嫌いなYONCEが、「目覚め」という意味で曲名を決めた。歌詞では、YONCEが2016年の夏に地元の友達と飲みに行った際の混沌とした様子が描かれており、サウンド面でもサイケデリックな世界が広がっている。
DUMBO
1990年代後半のオルタナティブロックの時代の作品にも似た荒々しく尖った音作りへのアプローチが垣間見られる楽曲。
INTERLUDE S.G.S.4
Suchmos恒例のインストシリーズの第4弾で、YONCEは「今までで一番エモーショナルであると同時に、アルバムで一番の名曲かも知れない。」と語っている。これも一録りだが、TAIKINGは感情の迸り方がクラシック音楽に近い演奏だと述べている。
MINT
YONCEとKCEEが中心になって書き上げた夏のアンセム。
SEAWEED
今回のアルバムの中で唯一ライブ演奏したことがない曲である。トロピカルでラテン的な要素を持つパーカッション、ベースとドラムのファンキーさ、メロディーがユニゾンで進行するヘヴィ―なロック・ギターが入っているなどメンバー全員のアイディアが混在している。
ARE WE ALONE
TAIKING曰く「天国にいたのに地獄に突き落とされて、また天国に昇っていくという、我ながらとんでもない展開の曲」である。「BODY」と共に曲はメローだがアレンジは徹底的に鋭利である。

## 評価と受賞

### 批評
| 専門評論家によるレビュー | 専門評論家によるレビュー |
| レビュー・スコア         | レビュー・スコア         |
| 出典                     | 評価                     |
| ------------------------ | ------------------------ |
| rockin'on                | 肯定的                   |
| Billboard JAPAN          | 肯定的                   |
| EMTG MUSIC               | 肯定的                   |
| ミュージック・マガジン   | 肯定的                   |
| OTOTOY                   | 肯定的                   |

「THE KIDS」は複数の音楽評論家から肯定的評価を受けた。
- ライターの小池宏和はrockin'onのレビューの中で、「古い世代の価値観を冷静な視線でえぐり、不敵に挑発的に、口元には微笑でも浮かべていそうな素振りで、自分たちを差別化するための素材として料理してしまう。最高にクールだ。」とコメント。小池は収録曲の中で、特に「A.G.I.T.」と「SNOOZE」を称賛した[18]。更に小池は、Billboard JAPANにおけるレビューの中で、「サウンド面の新たな表情と、若者目線の鋭いアティテュードが見事な折り合いを見せた傑作だ。」とコメントしている[19]。
- EMTG MUSICの岡村詩野は、「乱暴に言うと、一聴するとブラックミュージックの素地を生かしたジャパニーズグルーヴだが、根っこにはわかりやすいまでにロック音楽の持つ挑発性、攻撃性があり、それが音作りにハッキリ現れるようになったところが本作の大きな特徴」とコメント。ある種のロック幻想のようなものを孕ませた事実をサウンドプロダクションで明確に打ち出した結果、彼らの音楽は黒人音楽を咀嚼した云々といったエクスキューズ抜きに、不特定多数へと訴えることができる純然たるJ-POPへと昇華したといっても過言ではないと評価した[17]。
- OTOTOYの鈴木雄希は、前作よりも各パートの音はクリアに、特にベースとキーボードは印象的に聴こえたとコメント。迫力のあるベース・ラインによって、彼ら最大の特徴とも言えるグルーヴ感はその説得力を増し、洗練したファンク・サウンドに対して、気取った感じのない、「やんちゃ」な気概すら感じる熱くナチュラルな歌詞が語りかけてくるSuchmosの魅力がぎっしりとつまったアルバムだと評価した[21]。
- 『ミュージックマガジン』は、同誌2021年3月号掲載の「特集 [決定版] 2010年代の邦楽アルバム・ベスト100」にて、本作を第15位に選出した[22]。選出に際してのコメントでライターの金子厚武は、バンドメンバーの演奏技術の高さ、楽曲の完成度の高さを称賛した上で本作を「音楽シーンに強烈なカウンターを喰らわせた」アルバムだとし、収録曲の「STAY TUNE」に関しては「徐々に機運が高まっていたシティ・ポップのリヴァイヴァルを、一気にマスへと押し上げたのは間違いなくこの曲」だと述べた[22][20]。

### 受賞歴
| 年                   | 音楽賞                               | 結果                   | 出典                 |
| アルバム『THE KIDS』 | アルバム『THE KIDS』                 | アルバム『THE KIDS』   | アルバム『THE KIDS』 |
| -------------------- | ------------------------------------ | ---------------------- | -------------------- |
| 2017年               | 第59回日本レコード大賞               | 最優秀アルバム賞       | [ 23 ]               |
| 2017年               | ハイレゾ音源大賞 2017                | ユーザー大賞グランプリ | [ 24 ]               |
| 2018年               | 第10回CDショップ大賞                 | 入選                   | [ 25 ]               |
| Suchmos              |                                      |                        |                      |
| 2017年               | 第1回Pen クリエイター・アワード 2017 | 受賞                   | [ 26 ]               |
| 2018年               | SPACE SHOWER MUSIC AWARDS 2018       | BEST ROCK ARTIST       | [ 27 ]               |
| 2018年               | SPACE SHOWER MUSIC AWARDS 2018       | BEST NEW VISION        | [ 27 ]               |

## チャート成績
アルバム発売日の2017年1月25日付けのオリコンデイリーランキングで首位を獲得。2月6日付けの週間チャートで、初週売上7.5万枚で初登場2位を記録。シングル・アルバム通じて初のオリコンチャートトップ10入りを果たした。2月13日付けも2位を維持。
Billboard JAPANのセールスチャートAlbum Top salesにおいては、2017年1月23日から1月25日までの集計で、4.4万枚を売り上げ3位。2位のDa-iCE『NEXT PHASE』とは、3,600枚差だった為、Billboard JAPANは残り4日間の集計で逆転の可能性を指摘していた。その後、約3.3万枚を伸ばし、初週累計7.7万枚でDa-iCEに競り勝ち、2月6日付けのチャートで初登場2位を記録。その後、売り上げを約2.3万枚伸ばし、同年2月13日付けのチャートで首位を獲得した。また、発売以来累計で10万枚を突破した。2月3日付けの総合アルバムチャートHot Albumsでは、セールスで2位、ダウンロードで1位、ルックアップで6位と各指標で高ポイントを獲得し、初登場2位。2月12日・20日付けでも2位を維持。Hot Albumsの2017年上半期チャートで9位に入った。
ビルボード・ジャパンの2017年度年間チャートでは、「Hot Albums」で年間第20位を、「Download Albums」で年間第9位を獲得した。また、アルバムの売上枚数は最終的に200,000枚に達した 。

## 宣伝活動
アルバム発売日の2017年1月25日に、Suchmosが尊敬するアーティストを招いて開催する自主企画イベントの第2弾「Suchmos The Blow Your Mind vol,2 “THE KIDS” Release Party」を新木場 STUDIO COASTで開催。ゲストとしてceroが招かれた。このイベントの様子は同日放送の報道番組『NEWS ZERO』内のコーナー「ZEROカルチャー」で紹介された。同年1月27日、スペースシャワーTVにて特別番組『Suchmos THE KIDS ARE ALL RIGHT』が放送。
2017年3月2日から4月23日まで、全国18公演ツアー「TOUR THE KIDS」を開催。18公演中7公演は対バン形式で行われ、GRAPEVINE、Yogee New Waves、D.A.N.、OKAMOTO'Sがゲストアーティストとして出演。

## 収録曲
| 全作曲: Suchmos。 |                       |            |            |      |
| #                 | タイトル              | 作詞       | 作曲・編曲 | 時間 |
| 1.                | 「A.G.I.T.」          | YONCE      | Suchmos    | 5:45 |
| 2.                | 「STAY TUNE」         | YONCE、HSU | Suchmos    | 4:57 |
| 3.                | 「PINKVIBES」         | HSU、YONCE | Suchmos    | 4:48 |
| 4.                | 「TOBACCO」           | YONCE      | Suchmos    | 5:37 |
| 5.                | 「SNOOZE」            | YONCE      | Suchmos    | 4:47 |
| 6.                | 「DUMBO」             | YONCE      | Suchmos    | 3:15 |
| 7.                | 「INTERLUDE S.G.S.4」 |            | Suchmos    | 3:52 |
| 8.                | 「MINT」              | YONCE      | Suchmos    | 4:25 |
| 9.                | 「SEAWEED」           | HSU        | Suchmos    | 5:22 |
| 10.               | 「ARE WE ALONE」      | OK         | Suchmos    | 5:42 |
| 11.               | 「BODY」              | YONCE、HSU | Suchmos    | 4:33 |
| 合計時間:         | 合計時間:             | 合計時間:  | 53:03      |      |

| #   | タイトル      | 作詞 | 作曲・編曲 |
| --- | ------------- | ---- | ---------- |
| 1.  | 「OPENING」   |      |            |
| 2.  | 「Pacific」   |      |            |
| 3.  | 「YMM」       |      |            |
| 4.  | 「JET COAST」 |      |            |
| 5.  | 「GAGA」      |      |            |
| 6.  | 「DUMBO」     |      |            |
| 7.  | 「STAY TUNE」 |      |            |
| 8.  | 「MINT」      |      |            |
| 9.  | 「Life Easy」 |      |            |
| 10. | 「ENDING」    |      |            |

## 参加ミュージシャン
- Suchmos
  - YONCE：Vocal
  - TAIKING：Guitar
  - HSU：Bass
  - OK：Drums
  - DJ KCEE：DJ
  - TAIHEI：Keyboard
- Nao Kawamura：Back Chorus (#3,4,9,10)
- Y.N.C (KOP)：Back Chorus (#1,2,6,7,8)
- Edy：Sampling Saxphone (#3)